# 진형태
진형태(1967년 7월 8일 ~ )는 대한민국의 영화감독, 영화 각본가이다.

## 가족 관계
영화감독 고영남(高榮男)이 아버지이며 그의 2남 2녀 중 장남이다.

## 생애

### 주요 경력
- 1986년부터 1989년까지 대한민국 육군 사병 복무.
- 1991년 영화평론가 데뷔.
- 2000년 아버지 고영남(高榮男)이 감독한 영화 《그림일기》로 영화 라인 프로듀서 데뷔.
- 2011년 영화 《스트레인저(Stranger)》로 영화감독 데뷔.
- 2012년 영화 《좋은 친구들》을 감독, 이 영화로 영화 각본가 데뷔.

## 필모그래피

### 영화 라인 프로듀서
- 2000년 영화 《그림일기》

### 영화 감독
- 2011년 영화 《스트레인저》
- 2012년 영화 《좋은 친구들》

### 영화 각본
- 2012년 영화 《좋은 친구들》